# Coby Hurkmans
Coby Hurkmans (5 de marzo de 1985) es una deportista neerlandesa que compitió en tiro con arco, en la modalidad de arco recurvo. Ganó dos medallas en el Campeonato Europeo de Tiro con Arco en Sala, en los años 2010 y 2011, ambas en la prueba individual.

## Palmarés internacional
| Campeonato Europeo en Sala | Campeonato Europeo en Sala | Campeonato Europeo en Sala | Campeonato Europeo en Sala |
| Año                        | Lugar                      | Medalla                    | Prueba                     |
| -------------------------- | -------------------------- | -------------------------- | -------------------------- |
| 2010                       | Poreč (Croacia)            | Medalla de plata           | Individual                 |
| 2011                       | Cambrils (España)          | Medalla de bronce          | Individual                 |